# Романчук Анатолій Михайлович
Анато́лій Миха́йлович Романчу́к (17 січня 1981, Дунаївці, Хмельницька область — 27 липня 2014, Сніжне, Донецька область) — капітан Збройних сил України, учасник російсько-української війни.

## Короткий життєпис
Народився 1981 року в місті Дунаївці Хмельницької області. Мешкав у селі Залісці Дунаєвецького району; закінчив Залісецьку загальноосвітню школу.
У лавах Збройних Сил України з 1 серпня 1999 року. 2003-го закінчив Військовий інститут ракетних військ і артилерії імені Богдана Хмельницького Сумського державного університету. Начальник розвідки гаубичної самохідно-артилерійської батареї, 72-га окрема механізована бригада. Проживав у місті Біла Церква.
26 липня 2014 здійснив спробу вирватися з оточення терористично-російськими формуваннями на кордоні з Росією біля села Тарани Шахтарського району. Був важко поранений, і разом з майором Олександром Шкурком потрапив у полон, доставлений до лікарні. Прооперований, намагалися лікувати, але він помер у лікарні міста Сніжне.
5 серпня 2014-го в Білій Церкві відбулося громадське прощання з Героєм.
Без Анатолія лишились батьки, дружина й син.
Похований у селі Залісці Дунаєвецького району 6 серпня 2014 року.

## Нагороди та вшанування
- 29 вересня 2014 року — за особисту мужність і героїзм, виявлені у захисті державного суверенітету та територіальної цілісності України, вірність військовій присязі під час російсько-української війни, відзначений — нагороджений орденом Богдана Хмельницького III ступеня (посмертно).
- Почесний громадянин міста Біла Церква (14.10.2014; посмертно)
- 21 квітня 2015 року на будівлі Залісецького навчально-виховного комплексу йому відкрито меморіальну дошку
- Його ім'ям названо вулицю в селі Залісці.